# Assedio di Ancona (1799)
L'assedio di Ancona del 1799 fu un episodio militare che vide coinvolti i soldati francesi di guarnigione alla città e le truppe dell'esercito della Seconda coalizione. L'assedio durò dal 14 ottobre 1799 al 13 novembre dello stesso anno e si concluse con la resa della guarnigione del generale Monnier.

## Contesto storico

### Le repubbliche sorelle

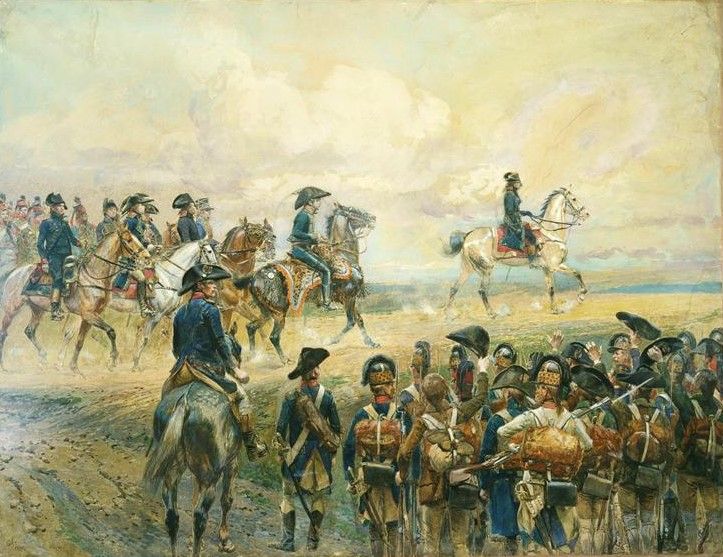
Napoleone durante la prima campagna d'Italia

La guerra della Prima coalizione imperversava in Europa dal 1792. I repubblicani francesi, desiderosi di non perdere i diritti che avevano acquisito dopo la rivoluzione, si difesero tenacemente contro l'attacco delle altre potenze europee, di visione nettamente più conservatrice. In Italia i progressi erano stati pochi: la conquista della Savoia e del Nizzardo erano state le uniche consolazioni di quattro anni di campagna, dove le alterne fortune dell'esercito erano indissolubilmente legate ad una carenza di fondi, risorse, uomini e comandanti capaci. A modificare il corso degli eventi fu l'arrivo di un giovane generale proveniente dai ranghi dell'artiglieria: nemmeno trentenne, Napoleone Bonaparte aveva preso il comando di una delle principali armate della repubblica. Non ci mise molto a rendersi famoso: in un solo anno, il giovane generale riuscì a portare l'Armata d'Italia dalla costa ligure sino alle pianure del Veneto e del Friuli, sbaragliando ripetutamente tutte le armate imperiali che si scagliavano contro di lui ed i suoi uomini. Sull'orlo della sconfitta, le forze imperiali firmarono un armistizio e poi un trattato di pace a Campoformio, che pose definitivamente fine alla guerra con l'Austria.
Durante la sua gloriosa campagna in Italia, Napoleone ebbe anche il tempo di occuparsi dell'esercito del Papa, dimostratosi particolarmente ostile alla rivoluzione e ai suoi ideali. Dopo una prima vittoria presso Faenza, Napoleone inviò una delle sue divisioni verso il cuore dell'Italia centrale. Questi uomini, guidati da Lannes e Victor, riuscirono ad assediare Ancona con successo e ad ottenere un trattato di pace separato con il Papa, dove venivano riconosciute le conquiste effettuate. Tali territori sarebbe confluiti in una nuova repubblica, creata sul modello di quella francese, che avrebbe compreso anche Lombardia ed Emilia-Romagna: la Repubblica Cisalpina. Nei due anni seguenti, altre due repubbliche andarono a crearsi, sebbene in contesti differenti: quella di Roma nel 1798 e quella di Napoli nei primi giorni del 1799. La nascita di quest'ultima repubblica filofrancese fu uno dei motivi che riporteranno l'Europa in guerra.

### La nuova guerra antifrancese

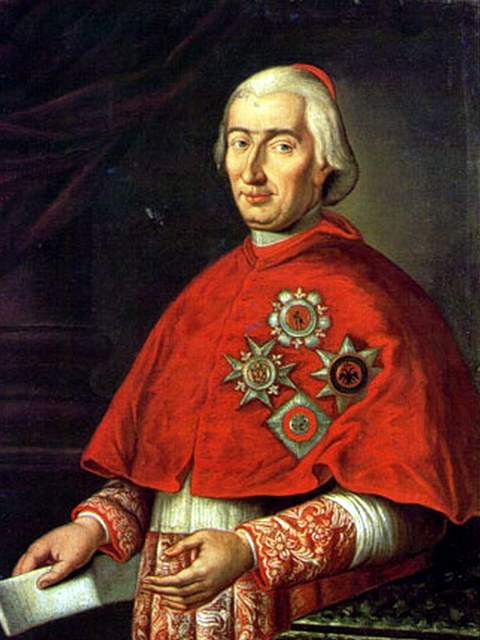
Il cardinale Ruffo

Non erano ancora passati due anni dalla firma del trattato di Campoformio e l'Europa era nuovamente in subbuglio: a combattere la Francia erano le potenze coalizzate di Regno Unito, Austria e Russia. Le forze francesi si erano organizzate su due fronti: quello tedesco e quello italiano. In quest'ultimo teatro, le forze repubblicane non riuscirono a ripetere le imprese compiute sotto il generale Bonaparte e la loro campagna fu particolarmente avara di successi. Il loro avversario, il generale russo Suvorov si dimostrò un abile tattico e riuscì, in tutte le occasioni in cui le armate si scontrarono in una battaglia campale, a strappare una netta vittoria sui francesi, portando, nel giro di sei mesi, il fronte indietro di qualche centinaio di chilometri, dal Veneto sino alle montagne della Liguria. Costretto a spostarsi in Svizzera a causa di alcuni intrighi politici, Suvorov abbandonò l'esercito della coalizione in Italia, lasciando il generale von Melas e l'esercito austriaco a gestire la situazione nell'Italia settentrionale.
Invece, al centro e nel Mezzogiorno, le repubbliche sorelle di Roma e Napoli, stavano per giungere alla fine della loro breve esistenza: le forze sanfediste e i soldati regolari dell'esercito del Regno di Napoli stavano lentamente riguadagnando quanto avevano perso mesi prima, conquistando pezzo dopo pezzo tutta la penisola. Dopo essere sbarcati in Calabria sotto il comando del cardinale Ruffo, i sanfedisti erano riusciti a risalire la penisola, talvolta anche ricorrendo all'aiuto di banditi locali, minacciando di arrivare sino a Napoli, dove avrebbero avuto l'occasione di rovesciare il governo repubblicano instaurato a gennaio e a ripristinare il dominio borbonico sulla regione.

## Antefatti

### L'avanzata degli alleati in Italia centrale

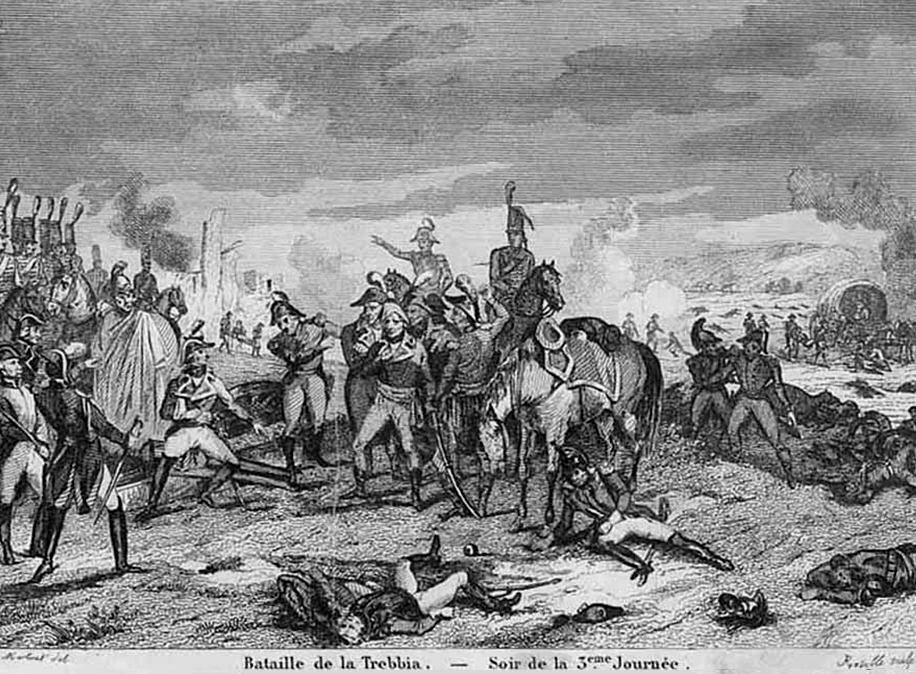
I francesi vengono sconfitti sulla Trebbia

Durante la campagna di Suvorov in Italia, il governo francese pensò di utilizzare le risorse e gli uomini che aveva impiegato per creare e difendere le due neonate repubbliche in terra italiana per sconfiggere gli uomini della coalizione. Le numerose guarnigioni di stanza nell'Italia centro-meridionale furono raccolte dal generale MacDonald e portate a nord, sperando di raggiungere l'esercito del generale Moreau ed insieme infliggere una pesante e decisiva sconfitta all'esercito di Suvorov. Così non fu: raggiunte sulla Trebbia, le forze dell'Armata di Napoli furono indiscutibilmente surclassate dalle forze austro-russe. Sfuggiti all'annientamento, lentamente si diressero in Liguria, dove il resto dell'esercito dell'Armata d'Italia le attendeva.
Il fallimento di questa impresa creava un immenso vuoto nella struttura organizzativa della zona precedentemente sottoposta al controllo delle guarnigioni francesi: erano infatti le truppe repubblicane a garantire con la loro presenza la sicurezza e stabilità delle neonate repubbliche. Ora che la maggior parte di queste forze erano state spostate (ed in parte distrutte), la fragilità dei due nuovi stati peninsulari venne a galla e le forze ostili ai francesi ne approfittarono: Napoli e Capua furono riconquistate a luglio, Gaeta i primi giorni di agosto e Roma negli ultimi giorni di settembre. L'ultima grande guarnigione rimasta nell'Italia centrale era quella di Ancona. Completamente isolata dal resto delle armate francesi, la città non aveva la minima possibilità di essere salvata, ma poteva essere molto utile per guadagnare tempo ed impedire al ulteriori forza della coalizione di spostarsi ad ovest, dove l'Armata d'Italia stava incontrando numerose difficoltà. Ospitava circa 2800 uomini, sotto il comando del generale Monnier.

### L'arrivo degli alleati nelle Marche ed i primi scontri

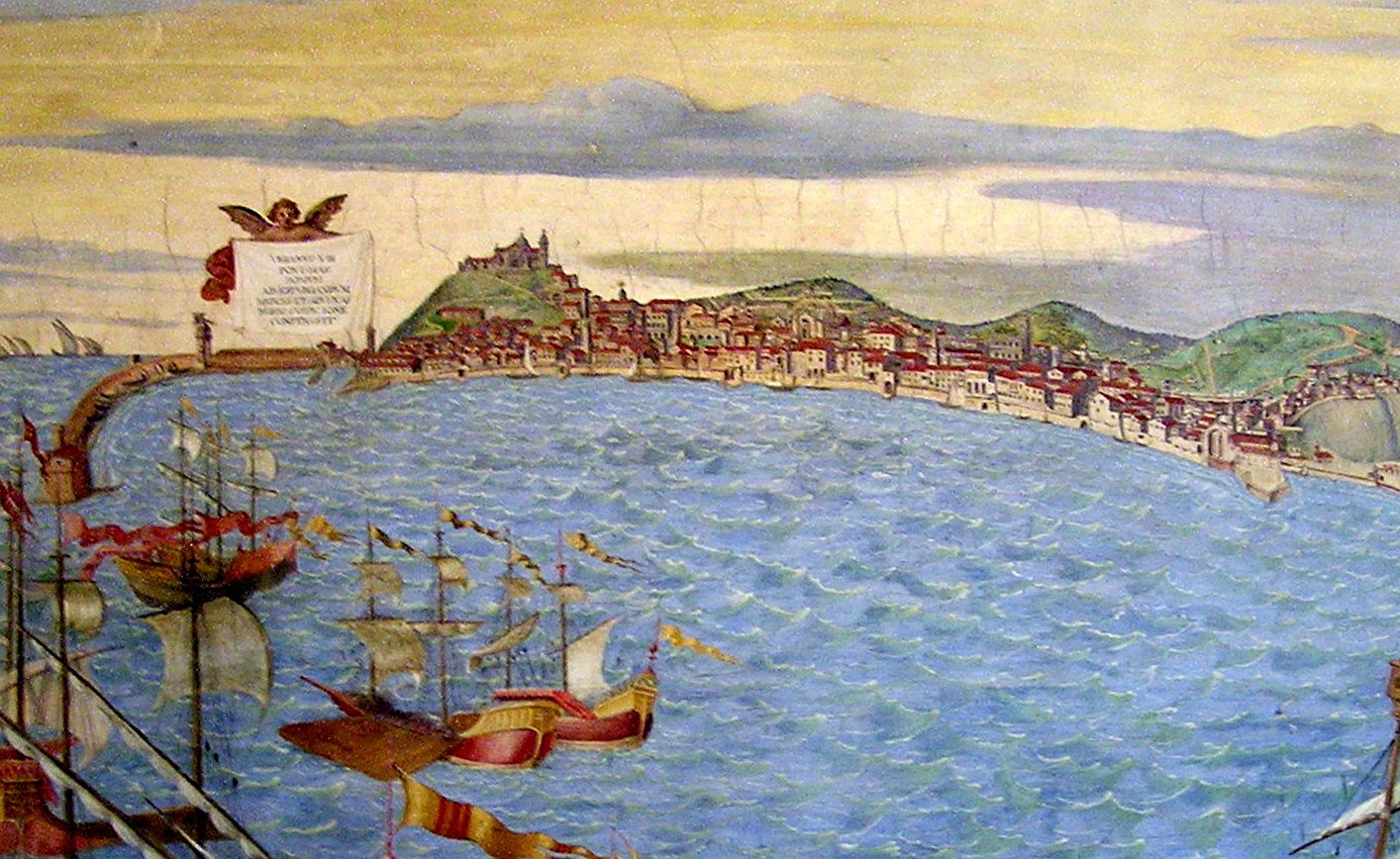
Rappresentazione di Ancona vista dal porto (XVI secolo)

L'assedio della città era però cosa complicata: occorreva non solo occuparsi del lato terrestre, ma anche del porto e delle navi che i francesi potevano utilizzare per rifornirsi di provviste e ostacolare le operazioni degli alleati. Ad intervenire inizialmente contro i francesi non furono gli austriaci ma le flotte turche e russe, arrivate per bloccare le attività francesi in mare. Il porto fu bloccato prima da una schiera di contadini e rivoltosi via terra e poi, il 17 maggio, anche via mare, dall'arrivo della flotta russa. Il cerchio su Ancona andava stringendosi, ma i francesi non intendevano arrendersi senza combattere. Il 23 maggio Ascoli fu presa dagli alleati, il 9 giugno ripresa dai francesi; Pesaro cadde il 7 giugno nelle mani di Sebastiano Grandi, parroco cattolico, che la difese due giorni dopo dagli attacchi di Monnier e Domenico Pino. Il 12 cadde Fano, il 15 Recanati ed il 16 Macerata.
Il 17 maggio fu inviata una nave diplomatica russa per trattare una resa onorevole della città di Ancona, ma Monnier ne impedì l'accesso in porto. L'ammiraglio russo Vojnovich, che capitanava la squadriglia giunta nell'alto Adriatico, fu irritato dalla sfrontatezza dei francesi ed ordinò un cannoneggiamento. Monnier rispose al fuoco. Entrambe le parti ebbero scarso successo. Il 18 giugno la flotta russa attraccò a Senigallia, non lontano da ancora, paralizzando le attività dei repubblicani. Di lì a breve si ebbe il primo attacco navale contro la città. Tale attacco terminò in maniera tragica per gli alleati: le loro navi erano disposte sue due file, quasi parallele, con i russi davanti ed i turchi alle loro spalle. I musulmani aprirono il fuoco, tentando di colpire le mura della città, ma finirono per colpire le navi russi e a danneggiarle a tal punto che molte di queste non furono più in grado di navigare e furono scortate in un porto vicino per essere riparate.
Ad ostacolare i movimenti francesi via terra vi erano le masse di insorti raccolte dal generale Lahoz: italiano di nascita, divenuto ufficiale, aveva disertato dall'esercito austriaco in favore di quello repubblicano nel 1796, unendosi alle forze dell'Armata d'Italia, dove rimase con il grado di generale di brigata ad organizzare le prime truppe regolari per la Repubblica Cisalpina. Non riuscendo ad ottenere una promozione e trovando numerose difficoltà,  nel 1799 disertò nuovamente, unendosi all'esercito papale. Per i seguenti mesi, le forze francesi, quelle della coalizione ed i rivoltosi continuarono a passarsi di mano le varie cittadine nei pressi di Ancona: Fano, Jesi, Senigallia, Castelfidardo e Fabriano furono conquistate, perse e nuovamente prese dagli alleati durante tutta l'estate del 1799. A lungo andare, la guarnigione francese non poteva competere con le forze numericamente superiori del nemico e, sebbene lentamente, il loro raggio di azione si andò a ridurre progressivamente. Nonostante ciò, fino alla fine di luglio, i francesi riuscirono in relativa tranquillità a difendersi all'esterno delle mura, proseguendo in varie incursioni atte a depredare il territorio appena conquistato dal nemico. I francesi potevano contare su qualche linea di trincee all'esterno della città, una ridotta con 24 pezzi di artiglieria sul monte Cardeto ed il forte dei Cappuccini, la principale struttura difensiva a loro disposizione.

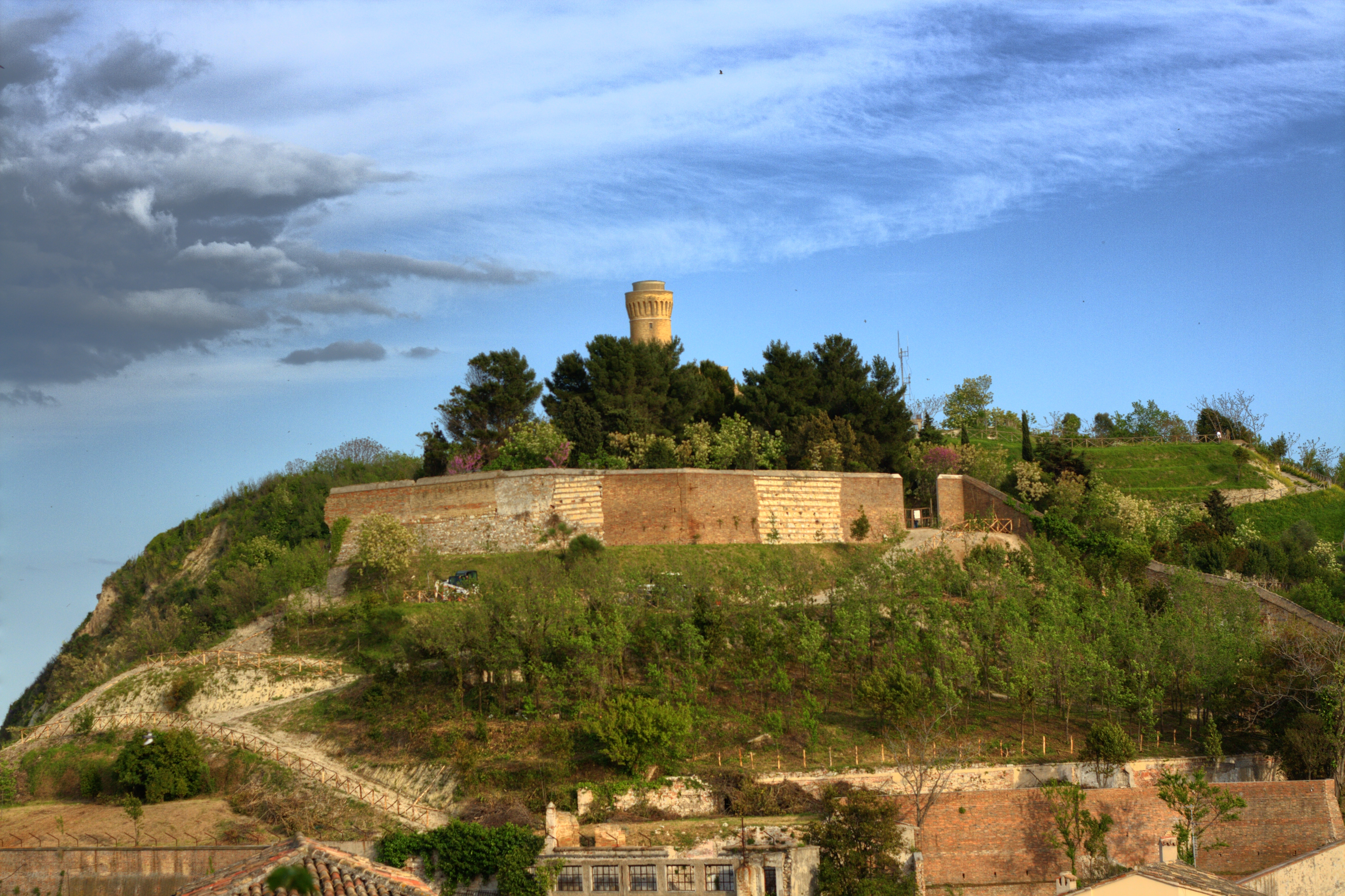
Monte Cappuccini

La notizia della resa di Mantova non modificò le intenzioni di Monnier e della guarnigione repubblicana, che intenda resistere ad ogni costo. Gli alleati si accorsero presto della determinazione dei francesi. Il 29 agosto tentarono un attacco al monte Cardeto, che si erge verticale come uno strapiombo da un lato e presenta una ripida salita dall'altro. Sulla sua cima i trovavano gli uomini di Pino. L'unico modo per raggiungere tale posizione era proseguire su una strada che costeggiava il precipizio in uno stretto altipiano. Pino distaccò una colonna per tagliare la via di ritirata al nemico. Quando le colonne turco-russe furono quasi in procinto di raggiungere la posizione dei francesi, iniziò a piombare su di loro una devastante pioggia di proiettili. Non potendo né salire né scendere, la loro spedizione si trasformò in un massacro. Molti annegarono in mare, altri caddero sulle rocce sottostanti. L'impresa fu tentata nuovamente, terminando sempre con un esito sfavorevole. Anche gli assalti al monte Pelago e al monte Galeazzo terminarono con una vittoria francese.

## L'assedio

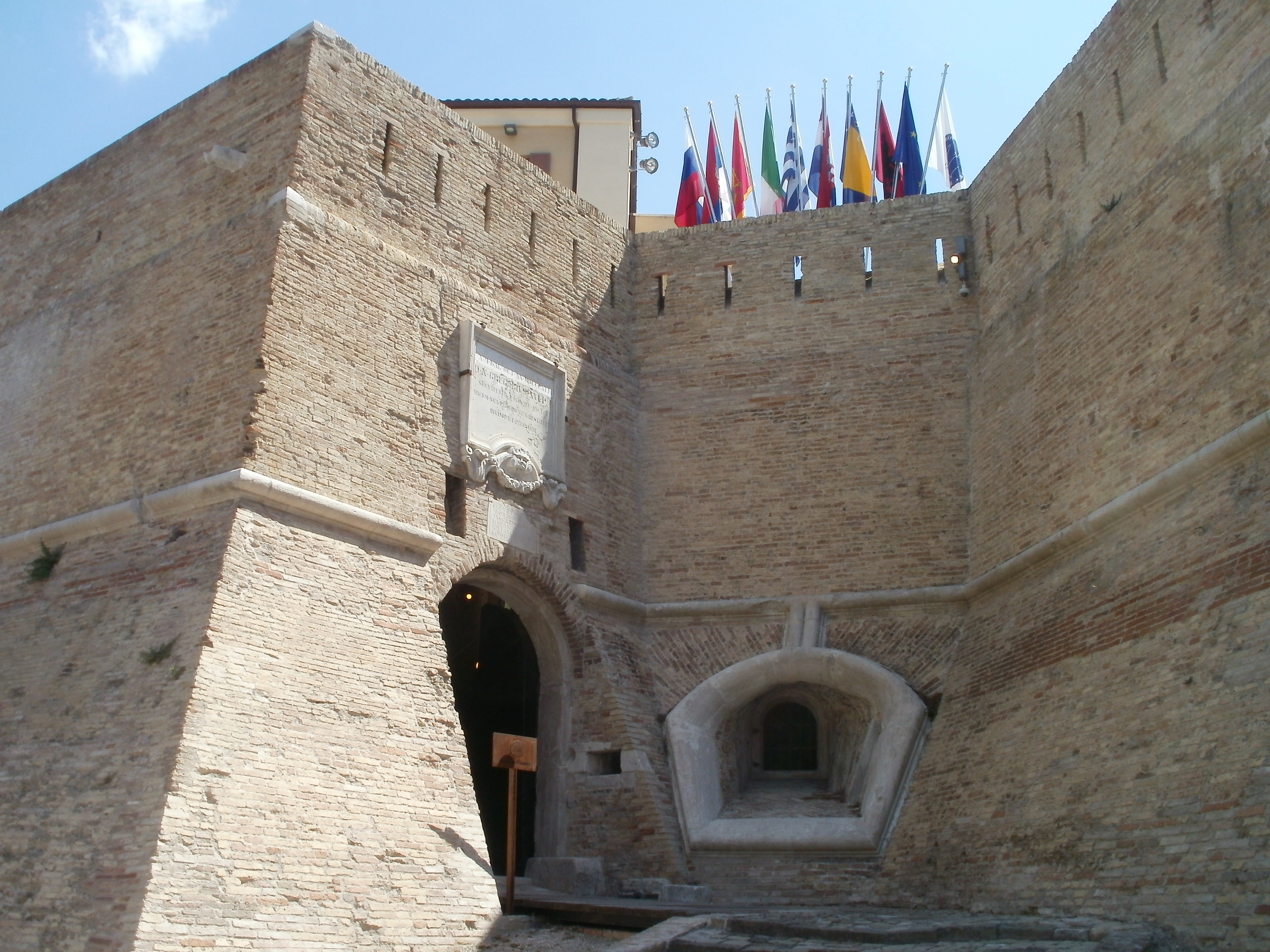
Ingresso della Cittadella di Ancona

Ad ottobre, le forze del generale Froelich, che si stavano spostando nell'Umbria dopo aver preso Roma, si avviarono verso Ancona per intervenire in supporto delle altre forze della coalizione. Aveva con sé tra gli 8000 ed i 9000 uomini e disponeva di artiglieria adatta ad un assedio. Giunto nei pressi della città, fece convocare il suo governatore, ossia Monnier, illustrando le recenti sconfitte dei francesi in Italia. Monnier, per nulla intimorito, invitò l'austriaco a tentare di prendere la città con la forza, sostenendo che dopo la lunga marcia i suoi uomini non ne sarebbero stati capaci. Infatti, Monnier aveva organizzato da tempo un centinaio dei suoi soldati più coraggiosi, divenuti abbastanza celebri per la loro audacia e per le imprese compiute, in una colonna. Questa e poche altre truppe formavano il centro che doveva attaccare il centro austriaco e strappare loro la grande ridotta armata di diciassette pezzi d'artiglieria. Monnier si era riservato il comando di questo attacco principale, Lucotte comandava la colonna di destra e Pino quella di sinistra. I francesi uscirono dalle mura di Ancona in silenzio e nel massimo ordine, il 15 ottobre, alle due del mattino. La grande ridotta fu presa al terzo assalto. Durante uno dei primi attacchi, Lahoz, uomo molto coraggioso ed intrepido, si lanciò in avanti, incitando i suoi uomini. Una palla di moschetto, sparata dagli uomini di Pino, suo precedente collega nelle armate cisalpine, lo colpì mortalmente.
Questo primo scontro con le forze francesi portò Froelich ad agire con più cautela e circospezione. Ciò si tradusse nella costruzione di diverse ridotte al di fuori della città, collegate tra di esse ed armate di artigliera. Verso la fine di ottobre, Froelich aveva distribuito 27 cannoni di grosso calibro in 5 ridotte ed una batteria da 7 pezzi era stata piazzata nella valle che conduceva a Porta Farina. L'idea era di attaccare nuovamente il monte Cardeto e la cittadella. Gli austriaci convocarono nuovamente Monnier, la il francese e la sua guarnigione non ne volevano sapere di arrendersi. Anzi, disse esplicitamente di voler lottare "fino all'estinzione".

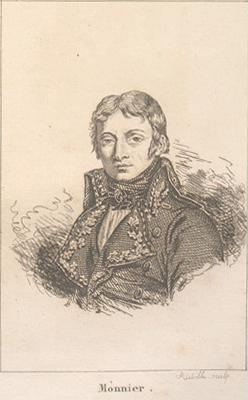
Il generale Monnier

Il giorno successivo, 3 novembre, all'alba, ottanta cannoni fecerp fuoco contro la città. Gli austriaci uscirono dai loro trinceramenti ed attaccarono, respinsero gli avamposti francesi. Si spostarono in due colonne verso il monte Cardeto: una si stabilì sull'altura di Santo Stefano a duecento metri dalla cittadella; l'altra, respingendo l'avamposto della Porte di Francia, venne a posizionare la sua bandiera rossa a cento metri dalla cittadella. Una terza colonna attaccò la cappella posta sotto l'accampamento trincerato, e si fermò sotto le mura, al riparo dalla mitraglia. Monnier, compreso che l'obiettivo degli attacchi era il monte Cardeto, il cui possesso era fondamentale per mantenere vive le speranze di resistere all'assedio, ordinò un'uscita generale della guarnigione. I 1400 uomini di Monnier attaccarono con coraggio forze ben superiori, quasi 10000 austriaci. Sul monte, dove i combattimenti si spostarono presto, vi era un edificio, che i francesi chiamavano Maison Brûlée a causa della devastazione di un incendio che lo aveva colpito, il cui possesso era fondamentale per il controllo dell'altura di Santo Stefano. Inizialmente preso dagli austriaci, il luogo fu ricatturato da Palombini. Immediatamente una colonna austriaca di maggior peso fu inviata a ricatturare la postazione. Per cinque ore gli austriaci tentarono di riprendere la posizione, nel frattempo colpita anche dai colpi dei cannoni della flotta e da un incendio, ma fu tutto inutile. 800 granatieri austriaci, croati ed ungheresi perirono negli scontri. Fu concessa una pausa di 4 ore per seppellirli. Nei giorni successivi, l'atteggiamento cauto degli austriaci riprese, mentre le continue sortite francesi sugli avamposti austriaci terrorizzavano gli assedianti.
Fu solo il 10 novembre che le attività austriache ripresero con un certo vigore. I bombardamenti austriaci finalmente si dimostrarono efficaci: uno dei grandi bastioni che componevano il muro della cittadella era talmente provato dai colpi subiti nell'ultimo mese che in parte cedette, aprendo due brecce verso l'interno della fortezza. La gravità della situazione divenne innegabile e Monnier decise di valutare attentamente la propria condizione. Dopo quasi trenta giorni di assedio ed oltre cento di combattimenti, Monnier convocò un consiglio di guerra per la prima volta, dopo essersi rifiutato di farlo nelle settimane precedenti. Il consiglio deliberò a favore della resa. Monnier chiese di trattare esclusivamente con gli austriaci di Froelich, ottenendo tale concessione da Vojnonvich, per nulla soddisfatto della cosa.

## Conseguenze
Il 13 novembre i delegati francesi si recarono a Varano, dove era situato il quartier generale austriaco e trattarono la resa. Furono concessi tutti gli onori del caso alle forze repubblicane, che furono portate via mare sino a Marsiglia.
La conquista della città di Ancona, occupata dalle forze austriache, adirò non poco lo zar di Russia, che vedeva la mancata concessione della città alle sue truppe quasi alla pari di un affronto. Le due flotte si ritirano dall'Adriatico molto presto. La collaborazione tra le tre parti venne presto a mancare: gli ottomani non intervennero più contro i francesi in Europa ed i russi, che in quegli stessi giorni stavano lasciando la Svizzera dopo una campagna al limite del disastro, si sarebbero ritirati a breve dalla coalizione, trovando un accordo con Bonaparte, nel frattempo divenuto Primo console di Francia.